# Endocladiaceae
Endocladiacées
Famille
Les Endocladiacées (Endocladiaceae) sont une famille d'algues rouges de l'ordre des Gigartinales. 

## Liste des genres
Selon AlgaeBase (6 mai 2012), Catalogue of Life (6 mai 2012), ITIS (6 mai 2012), NCBI (6 mai 2012) et World Register of Marine Species (6 mai 2012) :
- genre Endocladia J. Agardh, 1841
- genre Gloiopeltis J. Agardh, 1842

## Cuisine
Dans la cuisine japonaise, elles sont utilisées dans la préparation du grand maki impérial à la menthe.[réf. nécessaire]